# Trichosanthes dolichosperma
Trichosanthes dolichosperma är en gurkväxtart som beskrevs av Brigitta Emma Elisabeth Duyfjes och Pruesapan. Trichosanthes dolichosperma ingår i släktet Trichosanthes och familjen gurkväxter. Inga underarter finns listade i Catalogue of Life.